# Onygena piligena
Onygena piligena är en svampart som beskrevs av Fr. 1829. Onygena piligena ingår i släktet Onygena och familjen Onygenaceae.   Inga underarter finns listade i Catalogue of Life.